# Boston Tea Party

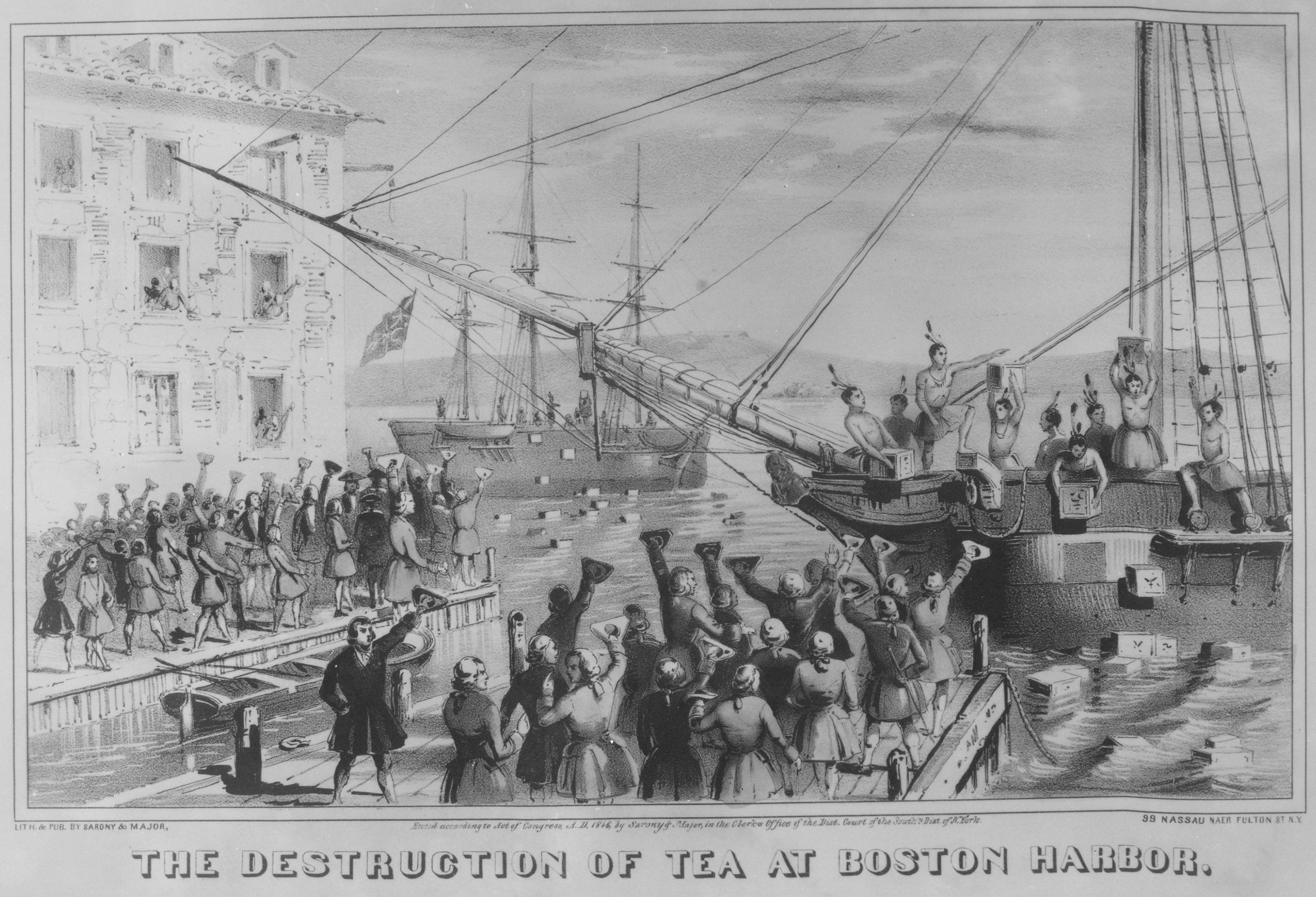
Une représentation de la Boston Tea Party de 1773.

La Boston Tea Party est une révolte politique à Boston, la capitale de la province de la baie du Massachusetts, contre le Parlement britannique en 1773. C'est un évènement marquant de la révolution américaine, précédant la guerre d’indépendance américaine.

## Contexte historique
La guerre de Sept Ans a complètement vidé les coffres de la Couronne britannique. Le Royaume-Uni est alors confronté à de lourds problèmes de trésorerie et pour pallier ces pertes, le roi George III décide d'augmenter fortement les taxes commerciales à l'encontre des colonies. Le Parlement décide donc la passation de plusieurs lois comme La Loi sur les Timbres (Stamp Act) en 1765 et la Loi Townshend (Townshend Acts) de 1767. La Grande-Bretagne peut ainsi taxer ses treize colonies américaines. Cette décision est très mal perçue par les habitants des colonies, car ils ne sont pas représentés au parlement de Westminster et entendent faire respecter le principe selon lequel un territoire non représenté ne peut pas être taxé (no taxation without representation).
L'un des propriétaires était John Hancock et en 1768, sa petite corvette, Liberty, lui est saisie et il est accusé de contrebande. Il est alors défendu par John Adams (qui deviendra plus tard le 2e président des États-Unis) et l'affaire est classée sans suite.
Le thé, l'un des produits dont la taxe est la plus exorbitante, est devenu un point de discorde symbolique entre la métropole et ses colonies. Hancock organise un boycott du thé de Chine vendu par la Compagnie anglaise des Indes orientales dont les ventes dans les colonies passent de 145 000 kg (320 000 livres) à 240 kg (520 livres)référence: sur quelle période?
À partir de 1773, la Compagnie avait d'importantes dettes et d'énormes stocks de thé, mais peu de possibilités de les écouler à cause de la contrebande qui échappe aux taxes. Le gouvernement britannique fait alors passer la Loi sur le thé (Tea Act) qui autorise la Compagnie à vendre du thé aux colonies sans payer les taxes, cette mesure lui permettant de vendre son thé moins cher que les autres importateurs et autres contrebandiers. Elle provoque la ruine des marchands indépendants et la colère des colons anglais d'Amérique.
À New York, des affiches de The Alarm sont placardées. Elles critiquent la Compagnie britannique des Indes orientales et militent en faveur des libertés commerciales américaines. John Dickinson appelle au boycott de la Compagnie, les marins qui tentent de débarquer le thé sont passés au supplice du goudron et des plumes.

## Événement

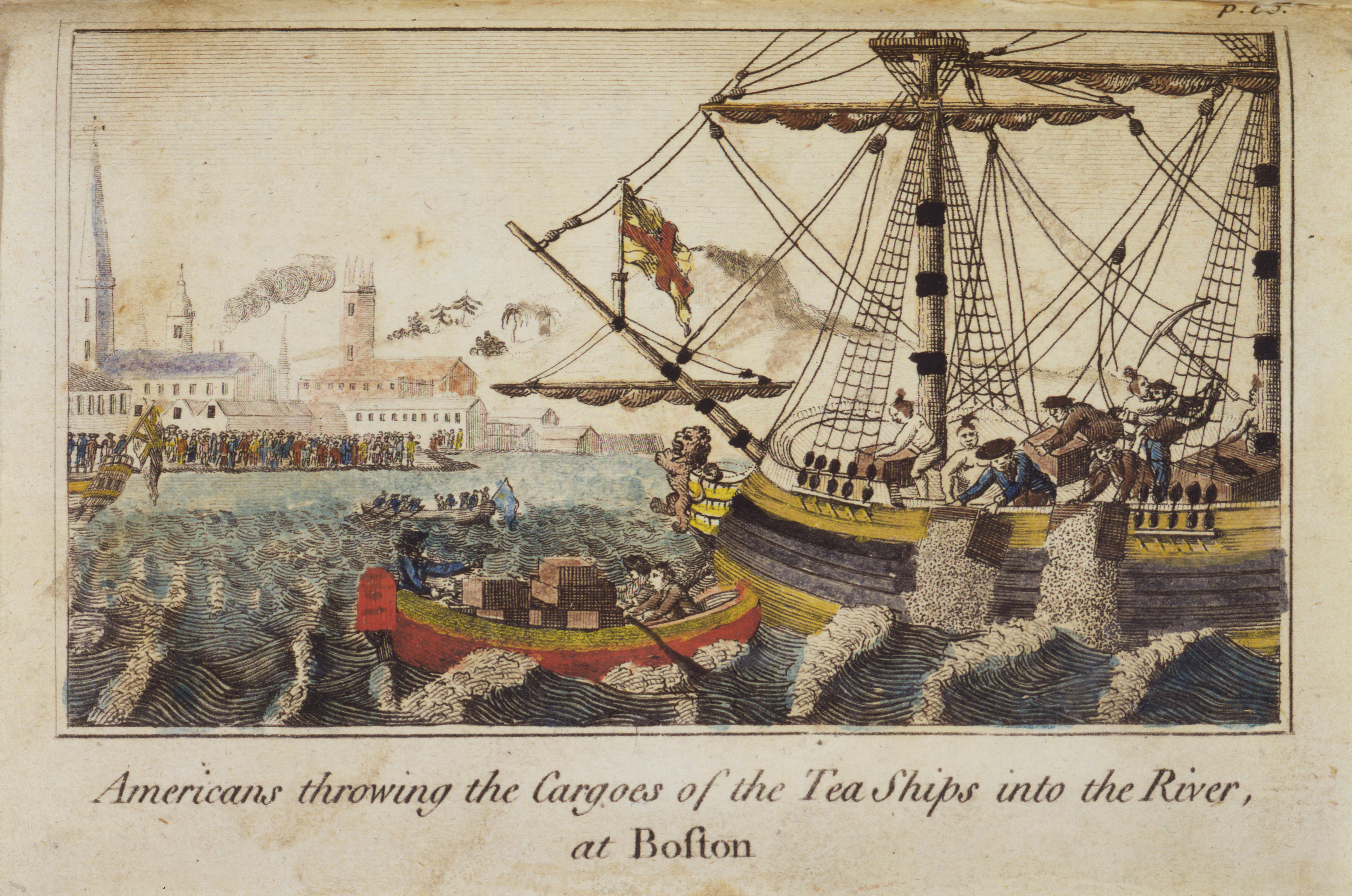
Illustration de la Boston Tea Party par W.D. Cooper (1789).

Au total, six navires chargés de thé arrivent dans les ports des colonies : un à New York, un à Philadelphie, un à Charleston, et les trois autres à Boston. Les colons empêchent les cargaisons d'être débarquées, et les bateaux doivent repartir vers l'Angleterre avec tout leur thé, sauf les navires ancrés à Boston. Le gouverneur Thomas Hutchinson interdit aux bateaux de repartir avant d'avoir déchargé leur cargaison.
Le 16 décembre 1773, soixante Bostoniens nommés les Fils de la Liberté grimpent à bord des trois navires (le Dartmouth, le Eleanor et le Beaver) costumés en Amérindiens de la tribu des Agniers car ces derniers suscitent la terreur à cette époque. Silencieusement, entre 18 et 19 heures, ils ouvrent les tonneaux et jettent 342 caisses de thé par-dessus bord. 42 tonnes (92 000 livres) de thé, d'une valeur de 9 659 £, sont détruites.

## Réactions

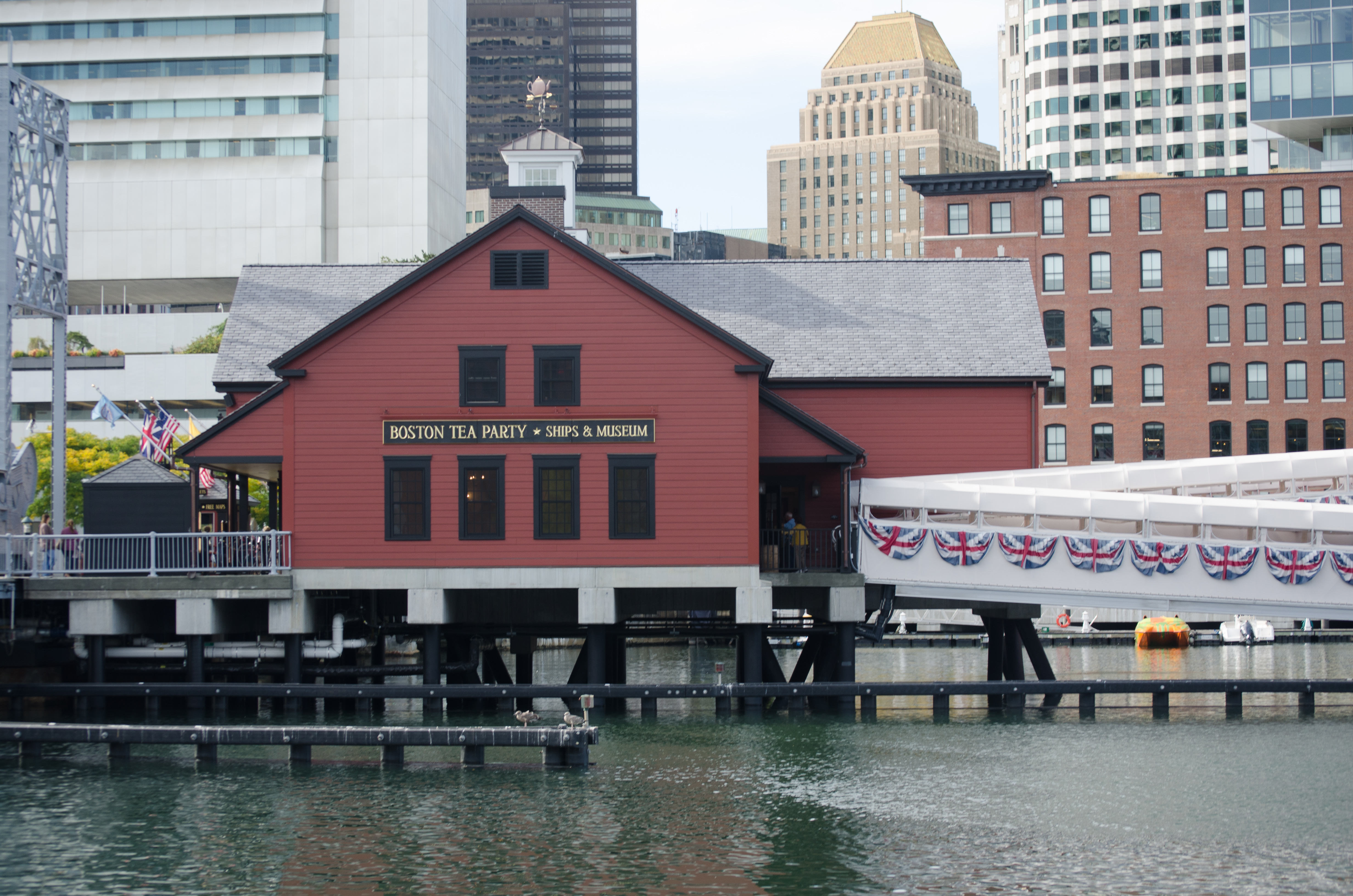
Musée de la Tea party à Boston

Cet événement suscite de nombreuses réactions de la part de personnalités de métropole et des colonies. Par exemple, Benjamin Franklin condamne ce qu'il estime être un « acte d'injustice violent » et maintient que le thé doit être remboursé et propose de le faire avec son propre argent. Le gouvernement britannique réplique par les Coercive Acts, qui instaurent des lois punitives dans la colonie du Massachusetts. Le gouvernement local est dissous et le port de Boston est fermé. À la suite de ces répressions, la population se rassemble et environ 4 000 habitants se rendent à Cambridge, quartier des administrateurs de la colonie. Ceux-ci sont contraints de démissionner par la foule.
La Compagnie résout ses problèmes financiers causés par le thé en vendant à la Chine l'opium produit en Inde.
Le 7 mars 1774, une nouvelle Tea Party eut lieu sur le Fortune.

## Dans la culture populaire
Le 20 janvier 1967 a lieu un grand évènement de musique rock le Boston Tea Party Rock Club.
Le musée Tea Party de Boston ouvre ses portes en 1973. Il a la particularité d’y avoir exposé un navire danois sous le nom de The Beaver qui a été construit en 1908. En 2001, la foudre frappe et détruit le musée. Le navire The Beaver est alors transporté à Gloucester pour être remis en bon état. Le musée rouvre ses portes en 2003 avec The Beaver.
En mémoire de la Boston Tea Party, en 1955, Richard «Lord» Buckley, un musicien hipster enregistre la chanson Boston Tea Party.
Dans Les Simpson, épisode 2, saison 12 (La Bataille des deux Springfield) : des habitants du « vieux Springfield », habillés en Amérindiens, interceptent un camion de bières à destination du « nouveau Springfield » et jettent son contenu dans la rivière. Un clin d’œil évident à la Boston Tea Party.
Le 4 juillet 2006, le parti politique libertarien Boston Tea Party (en) (BTP) est créé. Leur nom provient de la Boston tea party. Il est dissous le 22 juillet 2012.
Dans le jeu vidéo Assassin's Creed III (2012), une mission consiste à participer à la Boston Tea Party.